# إدوارد بيلنج
كان إدوارد بيلنج (عمد عام 1640 - توفي عام 1718) رجل دين وأكاديميًا إنجليزيًا، وكان مؤلفًا مهمًا في الجيل الأول من رجال الكنيسة العليا.

## الحياة
ولد بيلينج في ويلتشير، وتلقى تعليمه في مدرسة وستمنستر، وتم قبوله في 3 يوليو 1658 في كلية ترينيتي، كامبريدج، وأصبح باحثًا في 14 أبريل 1659. انتخب عام 1664 زميلًا ثانويًا وزميلًا رئيسيًا في العام التالي. حصل على بكالوريوس 1661 - 2، وماجستير 1665.